# Estación Estadio (MIO)
Estadio es una de las estaciones del Sistema Integrado de Transporte MIO de la ciudad de Cali, inaugurado en el año 2008.

## Ubicación
Se encuentra ubicada en el sur de la ciudad en la tradicional Calle 5 entre carreras 34 y 36, cerca al Parque Panamericano (conocido como Parque de las Banderas), el Hospital Universitario Departamental Evaristo García y el Estadio Olímpico Pascual Guerrero (de donde viene su nombre). Por la importancia de estos tres lugares, es una de las estaciones más concurridas.

## Características
La estación tiene dos vías de acceso peatonales: por la carrera 34 y por la carrera 36. Cuenta con dos vagones, cada uno de ellos con puertas de acceso en ambos sentidos de la vía, sumando un total de cuatro puertas. Tiene una bahía de parqueo sobre la Calle 5 afuera de la estación y designada para la integración virtual con las rutas alimentadoras (A70 y A76).

## Servicios de la estación

### Rutas expresas
| Ruta | Estación Origen             | Estación Destino            | Sentido (N/S) |
| ---- | --------------------------- | --------------------------- | ------------- |
| E21  | Terminal Menga Av 3N Cl 70N | Universidades Cra 100 Cl 16 | Ambos         |
| E27  | Terminal Menga Av 3N Cl 70N | Capri Cl 5 Cra 78           | Ambos         |

### Rutas troncales
| Ruta | Estación Origen                        | Estación Destino             | Sentido (N/S) |
| ---- | -------------------------------------- | ---------------------------- | ------------- |
| T31  | Terminal Paso del Comercio Cra 1 Cl 71 | Universidades Cra 100 Cl 16  | Ambos         |
| T37  | Terminal Paso del Comercio Cra 1 Cl 71 | Capri Cl 5 Cra 78            | Ambos         |
| T47B | Terminal Andrés Sanín Cl 75 Cra 19     | Unidad Deportiva Cl 5 Cra 52 | Ambos         |
| T57A | Nuevo Latir Cra 28D Cl 79              | Capri Cl 5 Cra 78            | Ambos         |

### Rutas pretroncales
| Ruta | Origen                              | Trayecto              | Destino                    |
| ---- | ----------------------------------- | --------------------- | -------------------------- |
| P62A | Terminal Simón Bolívar Cl 25 Cra 66 | Cra 66 - Cl 5 - Av 4N | Las Américas Av 3N Cl 23AN |

### Rutas circulares
| Ruta | Origen                             | Trayecto                                                                    | Destino                            |
| ---- | ---------------------------------- | --------------------------------------------------------------------------- | ---------------------------------- |
| C417 | Terminal Andrés Sanín Cl 73 Cra 19 | Tv 103 - Cr 27 - Av. Ciudad de Cali - Cr 99 - Troncal Cl 5 - Troncal Cr 15  | Terminal Andrés Sanín Cl 73 Cra 19 |
| C471 | Terminal Andrés Sanín Cl 73 Cra 19 | Troncal Cr 15 - Troncal Cl 5 - Cra 99 - Av. Ciudad de Cali - Cr 27 - Tv 103 | Terminal Andrés Sanín Cl 73 Cra 19 |

### Rutas alimentadoras
| Ruta | Origen                            | Trayecto                                         | Destino                          |
| ---- | --------------------------------- | ------------------------------------------------ | -------------------------------- |
| A70  | Tequendama Cl 5 Cra 39            | Cra 42 - Av. Circunvalar - Cra 27                | Mortiñal                         |
| A76  | Terminal Cañaveralejo Cl 5 Cra 52 | Cra 52 - Cl 1 - Dg 37 - Unilibre - Cl 5 - Cra 39 | Hospital Universitario del Valle |

## Controversias
Por su cercanía al Estadio Pascual Guerrero, es una de las estaciones que sufre más vandalismo, siendo reiterado que cuando juega alguno de los equipos locales Deportivo Cali o América algunos hinchas usurpen la tranquilidad del sector.